# Deutsche Gesellschaft für Kinder- und Jugendpsychiatrie, Psychosomatik und Psychotherapie
Die Deutsche Gesellschaft für Kinder- und Jugendpsychiatrie, Psychosomatik und Psychotherapie e. V. (DGKJP) ist eine wissenschaftliche Vereinigung von Fachärzten für Kinder- und Jugendpsychiatrie und -psychotherapie und anderer auf diesem Gebiet tätiger Wissenschaftler in Deutschland. Ihr Ziel ist die Förderung von Forschung und Verbreitung von Forschungsergebnissen auf dem Gebiet der Kinder- und Jugendpsychiatrie und Psychotherapie, der Neurologie, der Psychosomatik und der Psychologie des Kindes- und Jugendalters sowie der Heilpädagogik.
In regelmäßigen Abständen erstellt und überarbeitet die Fachgesellschaft Leitlinien zur Behandlung psychiatrischer Erkrankungen im Kindes- und Jugendalter. Die Fachgesellschaft ist Mitglied der Arbeitsgemeinschaft der Wissenschaftlichen Medizinischen Fachgesellschaften (AWMF).
Präsident ist Professor Michael Kölch (Stand November 2020). Sitz der Gesellschaft ist Berlin.

## Geschichte
Im Jahre 1939 wurde in Leipzig die Kinderpsychiatrische Arbeitsgemeinschaft initiiert und auf dem Kongress in Wien 1940 die Deutsche Gesellschaft für Kinderpsychiatrie und Heilpädagogik gegründet. Maßgeblichen Anteil hatte daran Paul Schröder, der auch bis zu seinem Tod am 7. Juni 1941 Vorsitzender war. Danach übernahm kommissarisch der bisherige Schriftführer, Werner Villinger den Vorsitz und anschließend von 1942 bis 1945 Hans Heinze.
Während der Zeit des Nationalsozialismus war auch die Kinder- und Jugendpsychiatrie in das Euthanasieprogramm involviert und einbezogen in die Ermordung von Tausenden von Kindern mit geistiger Behinderung und psychischer Erkrankung.
In den alten Bundesländern fand im Jahre 1949 das erste Nachkriegssymposion der Kinderpsychiater in Marburg statt. Der erste Lehrstuhl wurde 1954 in Marburg begründet. 1950 folgte die Neugründung der Gesellschaft als „Deutsche Vereinigung für Jugendpsychiatrie“.
Im Jahre 1973 wurde der Name der Gesellschaft geändert in Deutsche Vereinigung für Kinder- und Jugendpsychiatrie und im Jahre 1976 in Deutsche Gesellschaft für Kinder- und Jugendpsychiatrie.
Mit Beschluss der Mitgliederversammlung vom 15. September 1994 lautete der Name der Fachgesellschaft Deutsche Gesellschaft für Kinder- und Jugendpsychiatrie und Psychotherapie. Mit Beschluss der Mitgliederversammlung vom 4. Dezember 2003 lautet der Name der Fachgesellschaft nun Deutsche Gesellschaft für Kinder- und Jugendpsychiatrie, Psychosomatik und Psychotherapie. In den neuen Bundesländern umfasste bis zur Wiedervereinigung die Kinder- und Jugendpsychiatrie auch die Neurologie, was sich in der Bezeichnung des Faches „Kinderneuropsychiatrie“ ausdrückte. Der erste Lehrstuhl für Kinderneuropsychiatrie wurde 1958 von Prof. Göllnitz in Rostock gegründet. Am 30. November 1962 entstand unter dem Dach der Gesellschaft für Psychiatrie und Neurologie der DDR die Sektion für Kinderneuropsychiatrie. 1969 wurde die Ausbildung in Kinderneuropsychiatrie obligat. 1974 wurde die Subspezialisierung für Kinderneuropsychiatrie gesetzlich festgelegt, die von Fachärzten für Pädiatrie und Neurologie / Psychiatrie erworben werden konnte. Als wissenschaftliches Organ diente die Zeitschrift „Psychiatrie, Neurologie, Medizinische Psychologie“.
Die DGKJP hat einen Auftrag zur medizinhistorischen Erforschung der Geschichte der Fachgesellschaft im Nationalsozialismus in Auftrag gegeben. Die Forschungsgruppe hat ihre Arbeit im Juli 2014 aufgenommen. Erschienen sind die Forschungsergebnisse 2017 in Heiner Fangerau, Sascha Topp, Klaus Schepker (Hrsg.), Kinder- und Jugendpsychiatrie im Nationalsozialismus und in der Nachkriegszeit - Zur Geschichte ihrer Konsolidierung.

## Publikationen und Arbeit
Publikationsorgan der DGKJP ist die Zeitschrift für Kinder- und Jugendpsychiatrie und Psychotherapie (ZKJPP).
Darüber hinaus werden Leitlinien und Stellungnahmen zu Themen der Kinder- und Jugendpsychiatrie und -psychotherapie erstellt und veröffentlicht.
Gemeinsam mit dem Berufsverband der Ärzte für Kinder- und Jugendpsychiatrie, Psychosomatik und Psychotherapie in Deutschland e. V. (BKJPP) und der Bundesarbeitsgemeinschaft leitender Klinikärzte für Kinder- und Jugendpsychiatrie und -psychotherapie (BAG) wurde die Stiftung Achtung! Kinderseele gegründet.

## Kommissionen
Gemeinsam mit den beiden anderen jugendpsychiatrischen Verbänden BKJPP und BAG KJPP arbeitet der Verein in Kommissionen zusammen, um die Versorgung psychisch kranker Kinder und ihrer Familien zu sichern, zu verbessern, auszubauen bzw. zu konsolidieren.
Aktuell existieren 10 gemeinsame Kommissionen:
- Kommission Aus-, Weiter- und Fortbildung
- Kommission Entwicklungspsychopharmakologie
- Ethikkommission
- Geschichtskommission
- Kommission Intelligenzminderung und Inklusion
- Kommission Jugendhilfe, Arbeit, Soziales und Inklusion
- Kommission Migration
- Kommission Psychosomatik
- Kommission Psychotherapie
- Suchtkommission

## Auszeichnungen
Der Verein verleiht alle 2 Jahre für "Verdienste um das hilfebedürftige Kind" die Dr.-Heinrich-Hoffmann-Medaille.
Alle zwei Jahre wird außerdem der Hermann-Emminghaus-Preis an Forscher aus dem deutschsprachigen In- und Ausland für grundlegende wissenschaftliche Arbeiten zur Entstehung, Diagnostik, Prognostik oder Therapie psychischer Störungen von Kindern und Jugendlichen verliehen.

## Ehrenvorsitzende
Ehrenvorsitzende der DGKJP sind:
- Martin H. Schmidt
- Helmut Remschmidt